# Taxeotis euryzona
Taxeotis euryzona är en fjärilsart som beskrevs av Turner 1936. Taxeotis euryzona ingår i släktet Taxeotis och familjen mätare. Inga underarter finns listade i Catalogue of Life.